# Josep Vila i Arcelós

## Biografia
Va estudiar Magisteri a l'Escola Normal de Mestres de Girona i s'hi titulà el 1921. També es formà musicalment amb els mestres Sauleda (piano), Morera (harmonia) -de qui, el 1942, en redactaria el catàleg general de les obres- i Montserrat Ayarbe (orquestració). El 1921 va ser nomenat director de les Escoles Graduades del Foment Martinenc (Barcelona), d'on ja en dirigia l'Orfeó; i el 1931 es va fer càrrec de l'Instituto Médico Escolar (també anomenat Institut Escolar del Clot), després Acadèmia Vila, al carrer del Clot 117 de Barcelona.
Entre els seus alumnes, hi figuren l'escriptor Joan Llarch, el violinista i director d'orquestra Manuel Villuendas, el poeta Jaume Sisterna, el fotògraf Jordi Gumí Cardona i mossèn Josep Maria Aragonès i Rebollar, els dos darrers honorats amb la Creu de Sant Jordi. El 1965 es va concedir a Josep Vila el premi Sant Martí en categoria de bronze; i a l'any següent, i amb ocasió de l'aterrament de l'Institut Escolar del Clot, hom n'homenatjà qui n'havia estat director.
Fou autor de sardanes i de música de cambra. Tocava l'orgue i consta que amb divuit anys ja l'havia tocat en una missa solemne al santuari de Santa Maria del Collell. Organitzava periòdicament concerts, creant entre els seus deixebles un esperit musical i sentit crític de l'art.
El fons personal de Josep Vila i Arcelós es conserva a la Biblioteca de Catalunya.
El seu germà Joan Vila i Arcelos va ser mestre d'obres amb diversos edificis a Sant Pol de Mar (Ca l'Atilà; casa Camino, 1913; Can Girivert, entre 1910 i 1920; c/abat Deàs 44, 1930; cases de les Escaletes, 1931), i pintor aficionat.

## Obres
- Quartet en fa, núm. 1, op. 35, per a quartet de corda
- Quartet en sol, núm. 2, op. 48, per a quartet de corda[10]
- Sardanes: D'esclau a lliure (1930); De cara a l'ideal (1930); Dins el bosc (1930); Recordant (1947); Temps de sardana (per a piano, 1947)[11]